# Andreas von Kreytzen
Andreas von Kreytzen (* 1579 in Domnau; † 1641 in Königsberg i. Pr.) war ein deutscher Verwaltungsbeamter im Herzogtum Preußen.
Er entstammte dem Adelsgeschlecht von Kreytzen und studierte an der Albertus-Universität Königsberg. 1606 wurde er Landrat, dann Hauptmann zu Angerburg. In der Herzoglichen Regierung diente er als Obermarschall und Landhofmeister (1628). Große Fürsorge ließ er der Universität angedeihen.
Er erweiterte das Familiengut Weßlienen am Frischen Haff.